# Маріон Вагнер
Маріон Вагнер (нім. Marion Wagner; нар. 1 лютого 1978) — німецька легкоатлетка, яка спеціалізувалася на спринті.

## Спортивні досягнення
Фіналістка двох олімпійських змагань з естафетного бігу 4×100 метрів — 4-е місце у 2008 та 6-е місце у 2000. Брала участь в олімпійських змаганнях з естафетного бігу 4×100 метрів на Іграх в Афінах (2004), де не вдалось потрапити до фіналу.
Чемпіонка світу з естафетного бігу 4×100 метрів (2001). Бронзова призерка чемпіонату світу з естафетного бігу 4×100 метрів (2009). Фіналістка (5-і місця) чемпіонатів світу з естафетного бігу 4×100 метрів (1999, 2003).
Бронзова призерка чемпіонату світу серед юніорів з естафетного бігу 4×100 метрів (1996).
Срібна призерка чемпіонату Європи з естафетного бігу 4×100 метрів (2002).
Фіналістка чемпіонатів Європи в приміщенні з бігу на 60 метрів — 5-е місце у 2002 та 6-е місце у 2005.
Срібна призерка чемпіонат Європи серед молоді з естафетного бігу 4×100 метрів (1999).
Чемпіонка Європи серед юніорів з естафетного бігу 4×100 метрів (1995, 1997).
Переможниця Кубку Європи з естафетного бігу 4×100 метрів (2001). На Кубках (командних чемпіонатах) Європи з естафетного бігу 4×100 метрів була тричі 2-ю (2002, 2003, 2009) та двічі 3-ю (2000, 2011).
Чемпіонка Німеччини в приміщенні з бігу на 60 метрів (2005, 2006).